# Noël Bouquelon
Noël Bouquelon est un homme politique français né le 6 septembre 1763 à Conches-en-Ouche (Eure) et mort le 22 mars 1833 à Évreux (Eure).

## Biographie
Avocat, puis secrétaire général du district d'Évreux et administrateur du directoire du département, il est député de l'Eure de 1807 à 1815. Il termine sa carrière comme juge au tribunal d'Évreux.

## Sources
- « Noël Bouquelon », dans Adolphe Robert et Gaston Cougny, Dictionnaire des parlementaires français, Edgar Bourloton, 1889-1891 [détail de l’édition]